# Table de chevet

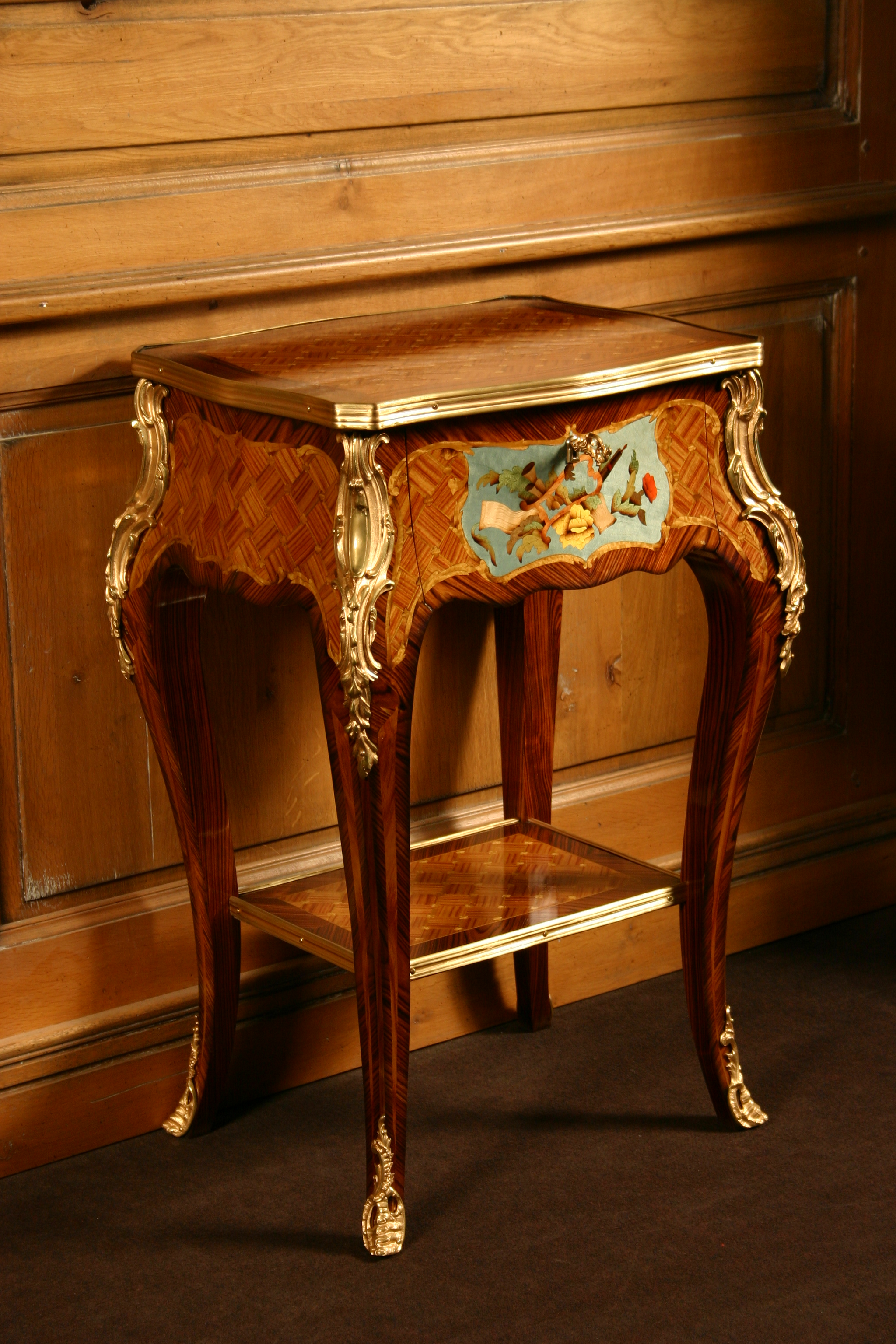
Table de nuit « Nicolas Petit » de style Louis XV, réalisé par les Ateliers Allot Frères.

Une table de nuit ou table de chevet est un petit meuble placé à côté d'un lit, à hauteur de la tête, et destiné à accueillir des choses utiles pour une nuit de sommeil, juste avant le coucher, ou au réveil : réveil, lampe, lunettes, téléphone, livre, verre d'eau, médicaments, etc. La hauteur d'une table de chevet n'excède généralement pas celle que l'on peut atteindre en étant allongé sur un lit, et elle peut être équipée de rangements tels que des niches, des tiroirs, ou des espaces fermés par des portes. La table de nuit est parfois intégrée au lit, notamment dans le cas des lits-ponts.
Sur un lit à deux places, il y a généralement une table de chevet de chaque côté, pour chacun de ses occupants.

## Étymologie
La table de « nuit » est également appelée table de « chevet », terme provenant du mot latin signifiant « tête » (caput, capitis, n.  ), lequel prend à l'époque médiévale le sens de « tête de lit » (capitium  ). Une « table de chevet » désigne donc une « table à la tête du lit ».

## Historique
Avant que les toilettes ne soient répandues, la fonction principale d'une table de nuit était d'accueillir un pot de chambre. Toutefois, elle est également investie d'une valeur sentimentale, représentant par métonymie les objets auxquels le propriétaire est particulièrement attaché, au point qu'il désire les garder constamment à portée de main, comme en témoigne l'expression « livre de chevet » pour désigner un livre de prédilection à partir du XIXe siècle.
À partir du XVIIe siècle, la table de chevet prend une importance accrue parce que les femmes de la haute société (et notamment les salonnières comme madame de Rambouillet ou mademoiselle de Scudéry), prennent l'habitude de recevoir leurs invités dans leur chambre à coucher, souvent allongées sur leur lit tandis que leurs invités s'installent dans la « ruelle », alcôve attenante au lit. La table de chevet se dote donc d'étagères, de tiroirs, de compartiments, de niches. Le meuble devient plus élégant et rivalise en style afin de refléter les goûts de son possesseur.
Au XVIIIe siècle, le salon devient pièce de réception. Désormais, la table de chevet est gardée cachée le jour et n'est sortie que la nuit. Sous la période du Premier Empire, elle devient un meuble d'apparat permanent, le somno.
Si l'invention des toilettes lui a retiré le besoin d'y placer des pots de chambre, la table de chevet a conservé son utilité.

## Galerie

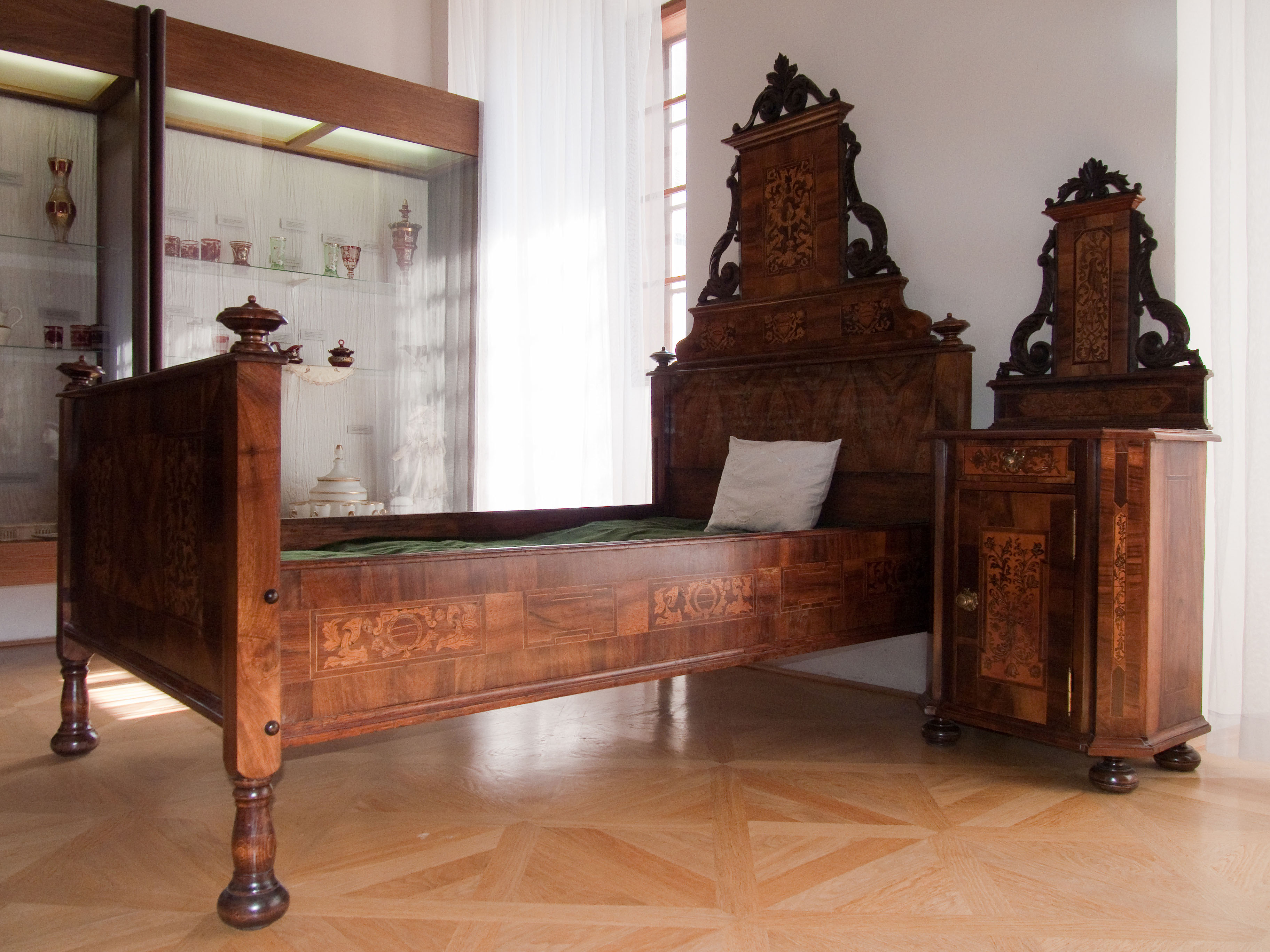
Lit et table de chevet au musée du château de Vlašim, Benešov, République tchèque.
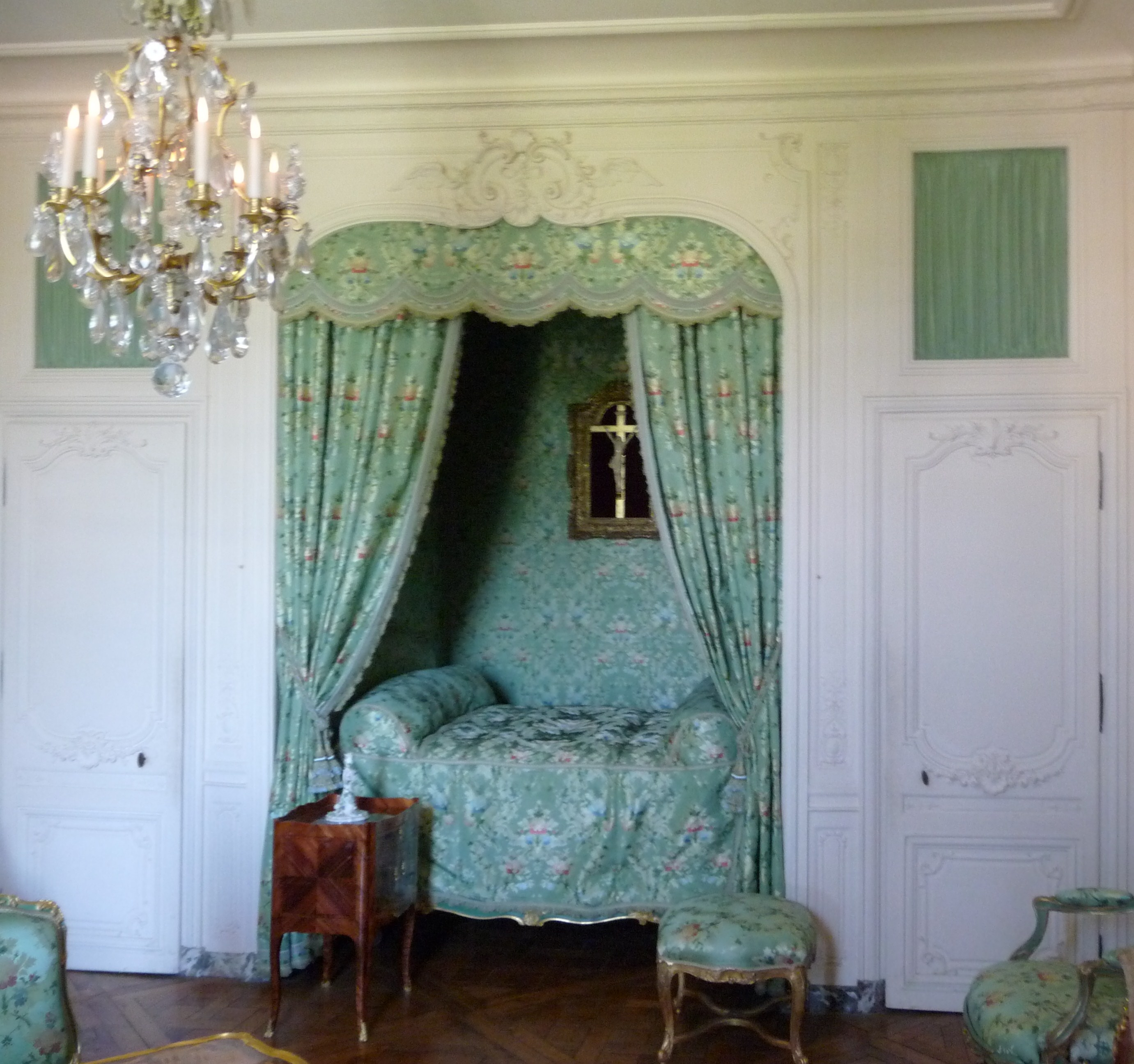
Lit en alcôve de madame de Pompadour au château de Versailles, avec sa table de chevet.
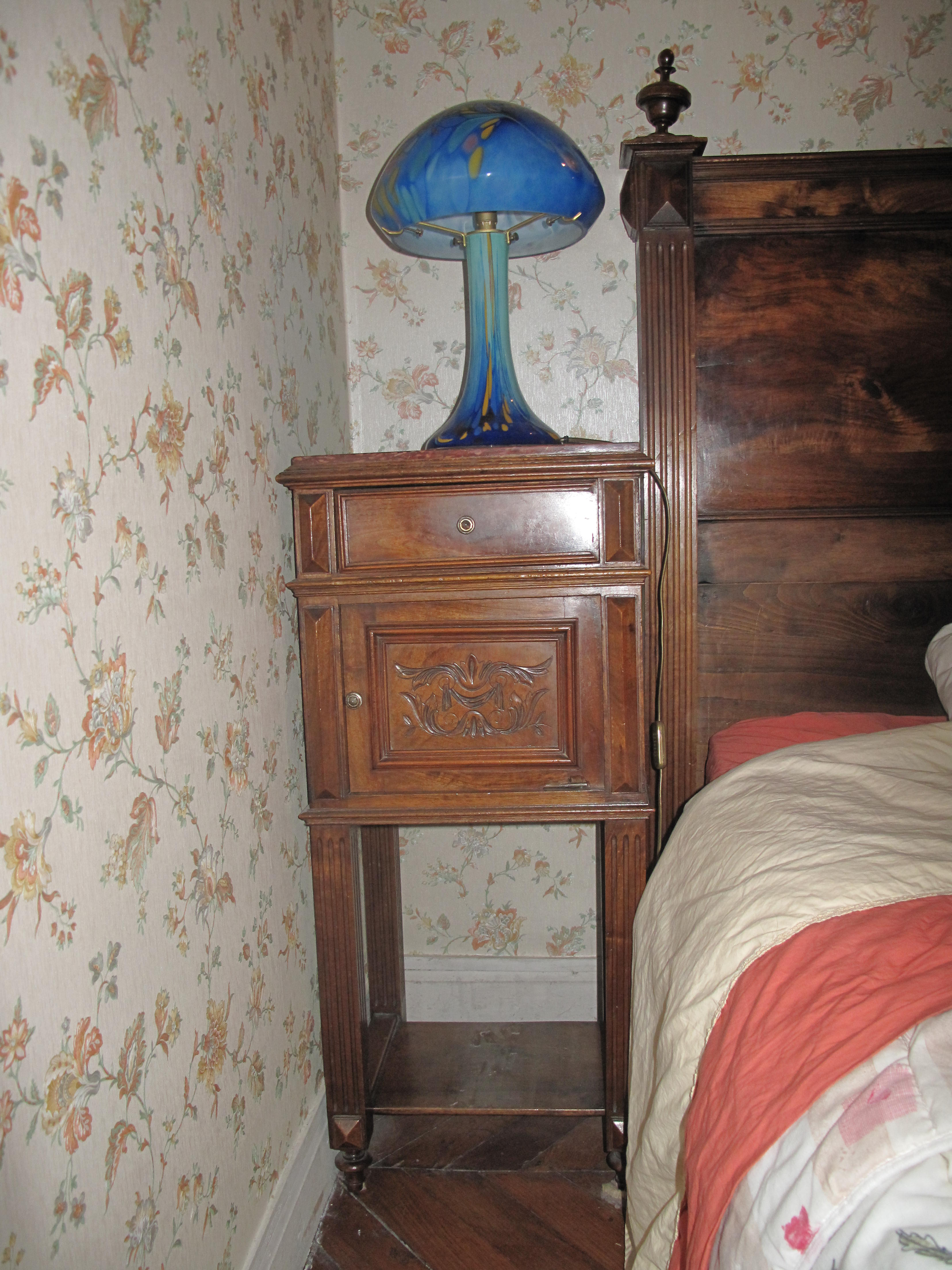
Table de nuit traditionnelle française avec un compartiment pour le pot de chambre.
Une table de nuit courante.
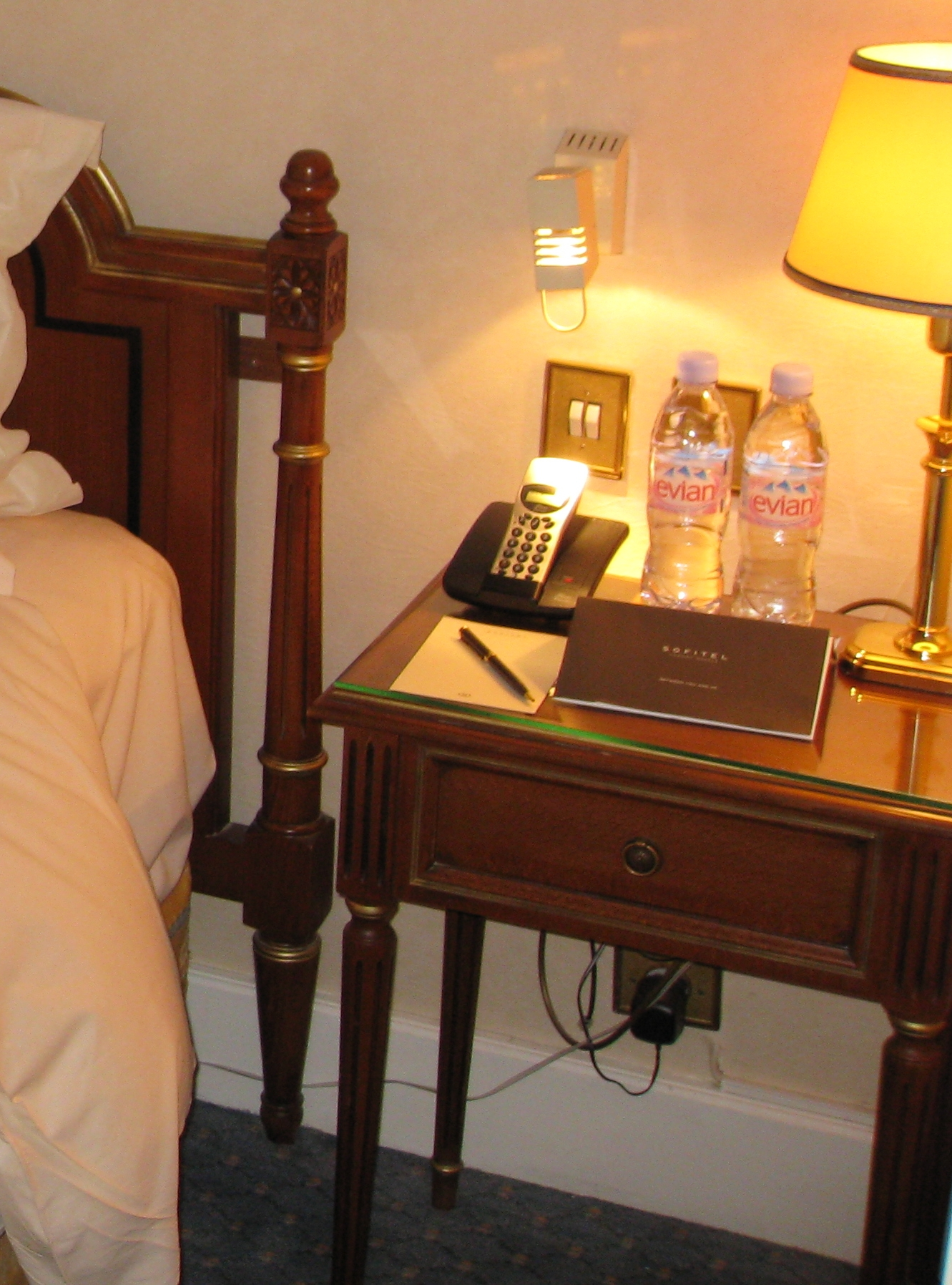
Table de nuit dans une chambre d'hôtel.
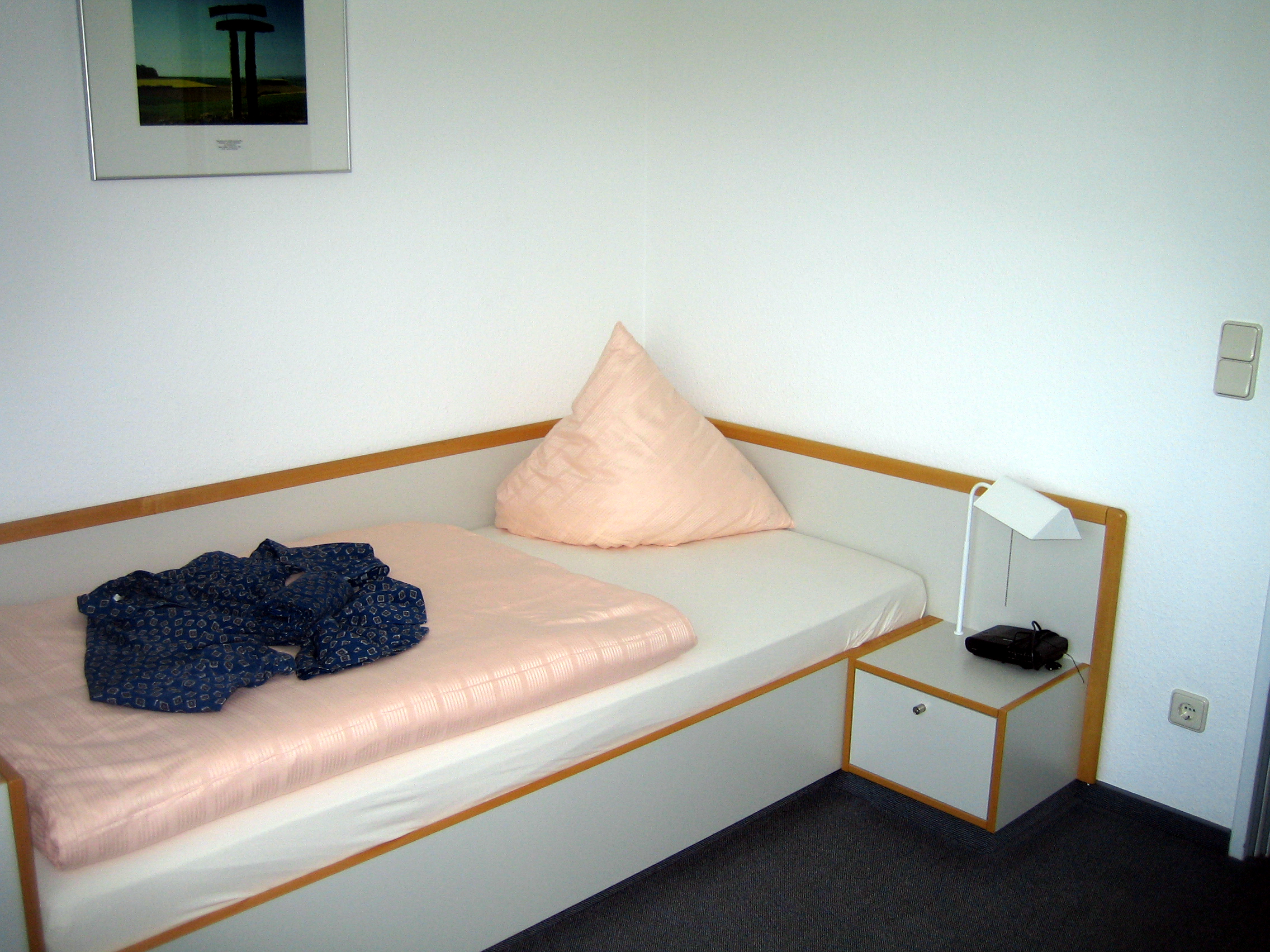
Table de chevet intégrée au lit.